# Aleksandar Milovanov
Aleksandar Milovanov (poznat i kao Acke) je srpski muzičar. Rođen je u Parizu 17. oktobra 1969. godine, a od 1976. živi i radi u Novom Sadu.
Godine 1983. sa Vladimirom Radusinovićem i Zoranom Zarićem osniva pank-rok bend Fluorel tačkaš, koji se krajem '80-ih pretopio u Atheist rap sa kojima i danas svira.
Tokom '80-ih godina, svirao je i u grupi Elba.